# GAZ-46
GAZ-46, armádní označení MAV, je sovětský obojživelný automobil, který vznikl po druhé světové válce. Je to v podstatě kopie amerického vozu Ford GPA.

## Vznik a vývoj
Během 2. světové války dodali Američané jako vojenskou pomoc na základě zákona o půjčce a pronájmu do SSSR 9500 vozidel Ford GPA. V SSSR bylo běžné, že osvědčené typy zahraničních vozidel byly kopírovány, upraveny a vyráběny bez jakékoliv licence. GAZ-46 je toho typickým příkladem. Jeho výroba začala v roce 1954 a je plně obojživelný.

## Technický popis
Základ vozu tvoří podvozek automobilu GAZ 69, který patřil v 50. letech do výzbroje všech armád Varšavské smlouvy. Vodotěsná pontonová karosérie byla svařená z ocelového plechu. V přední části byl čtyřválcový vodou chlazený zážehový motor o objemu 2,112 l. Výfukové potrubí bylo vyvedeno na pravé straně, vedle krytu motoru. Převodovka byla třístupňová s dvoustupňovou přídavnou převodovkou a speciální rozvodovkou pro pohon lodního šroubu a vodního čerpadla. Zadní náprava byla poháněna trvale a redukci bylo možné zařadit pouze při zapnutém pohonu přední nápravy. Obě nápravy byly tuhé a odpruženy listovými pery. Byly poháněny kloubovými hřídeli. Ve vodě byl automobil poháněný třílistou vrtulí. Změnu směru zajišťovalo kormidlo umístěné za lodním šroubem. V přední části karoserie byl vyklápěcí vlnolam. V zadní části karoserie byly dvě 45l nádrže na palivo. Přední okno se dalo sklopit a v případě potřeby se dala na trubkovou konstrukci natáhnout plátěná střecha. Vozidlo mohlo přepravovat 5 osob.
GAZ-46 se objevil i ve filmu Nevera po slovensky.